# Алфавітне письмо
Алфаві́тне письмо́ — вид фонетичного письма, що виник на Близькому Сході з єгипетського і ієрогліфічного письма (див. Біблоське, Синайське, Угаритське письмо). 
Непослідовність Алфавітного письма в фонетичному розумінні є в тому, що окремі його знаки можуть передавати кілька звуків і, навпаки, один звук може передаватися кількома знаками. Крім того, в ньому зберігаються знаки для позначення складних (силабічних) звуків, схожих до українських є, ї, ю, я.